# 581 Tauntonia

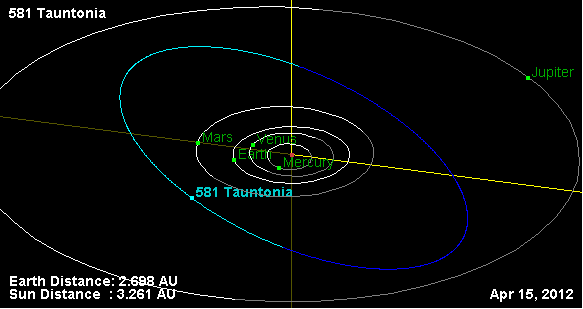

581 Tauntonia è un asteroide della fascia principale del diametro medio di circa 63,66 km. Scoperto nel 1905, presenta un'orbita caratterizzata da un semiasse maggiore pari a 3,2123018 UA e da un'eccentricità di 0,0290881, inclinata di 21,88833° rispetto all'eclittica.
Appartiene alla famiglia di asteroidi Alauda. 
Il nome è un omaggio alla città di Taunton, nel Massachusetts, dove avvenne la scoperta di questo asteroide.